# 量杯

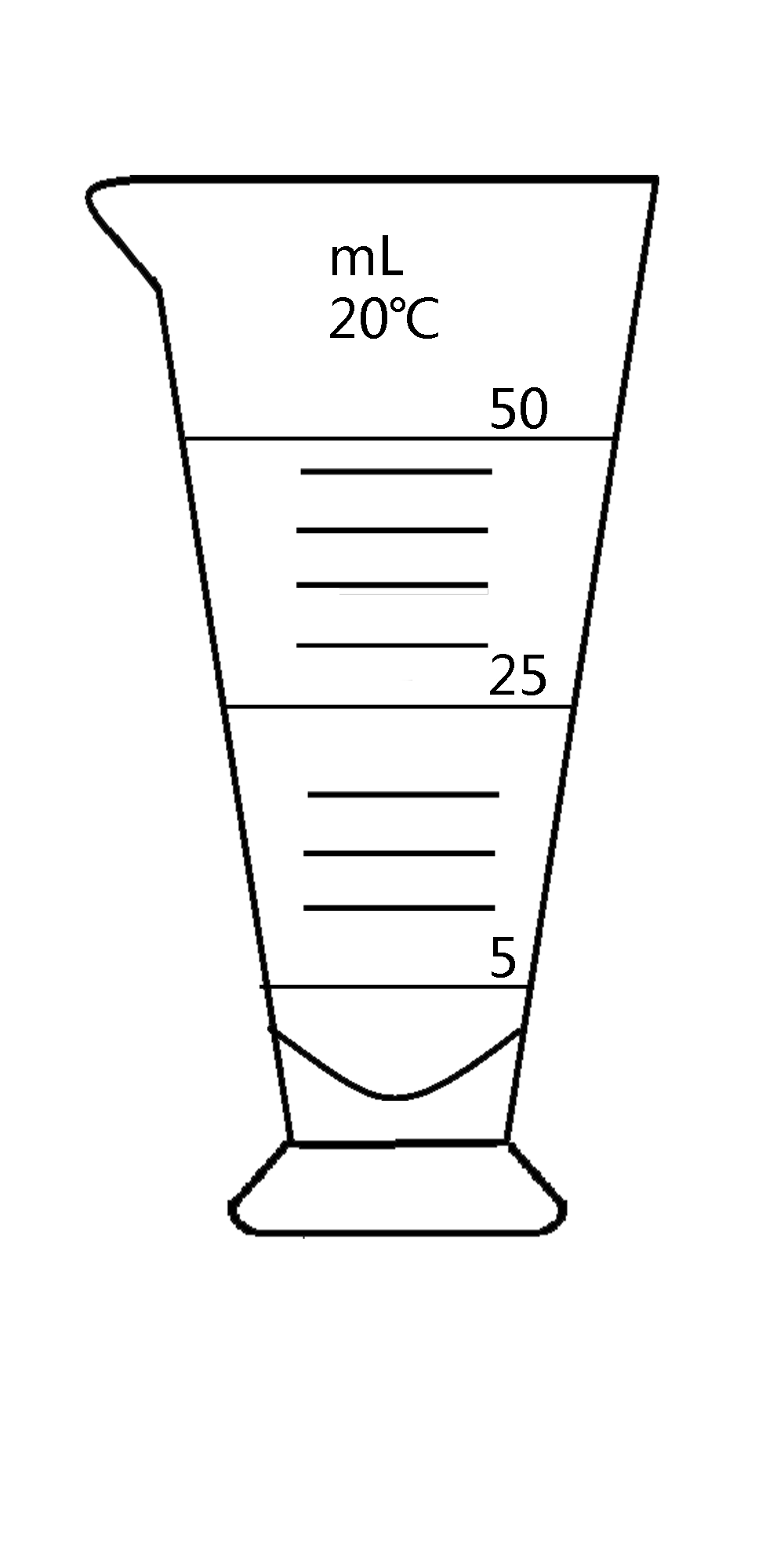
量杯

量杯（英語：Measuring cup）是一种实验器皿，用于量取液体。多为玻璃制造，上宽下窄，并具有底座。容量精度低于容量瓶、移液管和滴定管，刻度较量筒不精确。量杯的刻度线下疏上密。因量杯的读数误差比量筒大，所以在工作中，更常使用量筒而较少使用量杯。一般情况下，使用的量筒和量杯的容量为10毫升至1000毫升不等。